# Луистън (град, Мейн)
Луистън (на английски: Lewiston) е град в щата Мейн, САЩ. Населението му е 36 221 жители (по приблизителна оценка от 2017 г.), което го прави 2-ри по брой жители в щата му. Площта му е 91,10 кв. км. Намира се на 66 м н.в. в окръг Андръскогин. Пощенските му кодове са 04240, 04241, 04243, а телефонният 207. Поради това, че Мейн граничи с Квебек, има голям брой жители с френско потекло: 29,4% са с френско-американско потекло, докато 18,3% са отбелязали, че са само с френско потекло на преброяването на населението през 2000 г. 25,77% от населението владее френския език.